# المسارحة
المسارحة: قبيلة عربية، تسكن محافظة أحد المسارحة في منطقة جازان. قال عنهم حمد الجاسر: «المسارحة من أثرى قبائل تهامة وأشِهْرِها، منازلهم من وادي خُلْب شمالاً، حتى وادي جازان جنوباً، ومن ضفاف البحر حتى قرب الحَزْن».

## النسب
اختلف النسابة في نسب قبائل المسارحة، فنقل عاتق البلادي عنهم أنهم من خولان، وقال: «هم يدعون أنهم من حرب الخولانية، وسواء كانوا منها أو من غير فهم من خولان لا شك، وانتسابهم إلى حرب يقوي هذا الاعتقاد»، أما محمد بن أحمد الحجري فرجح أنهم من سعد العشيرة كما ذكر أبو محمد الهمداني.

## فروع المسارحة
تنقسم قبيلة المسارحة إلى عشيرتين رئيسية هما: الرواحة ، والشرفاء، ويتفرع من هذه العشيرتين الفخوذ الآتية:
| - الفقهاء. - الرواجحة. - المناقرة. - المعاشية. - الكررة. - المعايدة. - الحوامضة. - الغزوة. - الخرم. | - المحازرة. - الظواهرة. - الصوامرة. - العطيفة. - القحلة. - المجامة. - الحفاتيل. - الخبراية. - الكلبة. | - بنو مبارك. - البكارية. - المساملة. - الطوالبة. - الصفاحية. - السوادية. - بنو واصل. - بنو حوائج. |